# ACADM
ACADM (acyl-Coenzyme A dehydrogenase, chuỗi thẳng từ C-4 đến C-12) là một gen cung cấp khuôn mẫu tạo enzyme gọi là acyl-coenzyme A dehydrogenase, một enzyme quan trọng để phá vỡ (phân giải) một nhóm chất béo nhất định được gọi là axit béo chuỗi trung bình.
Các axit béo này được tìm thấy trong các loại thực phẩm như sữa và một số loại dầu, và chúng cũng được dự trữ trong mô mỡ của cơ thể. Các axit béo chuỗi trung bình cũng được tạo ra khi các axit béo lớn hơn bị phân giải.
Acyl-coenzyme A dehydrogenase cho các axit béo chuỗi trung bình (ACADM) là cần thiết để chuyển hóa các axit béo đặc biệt này thành năng lượng, đặc biệt là trong lúc cơ thể không có thức ăn. Các enzyme ACADM hoạt động trong ti thể-trung tâm sản xuất năng lượng trong các tế bào. Nó được tìm thấy trong ti thể của một số loại mô, đặc biệt là gan.
Gen ACADM nằm trên nhánh (p) ngắn của nhiễm sắc thể 1 ở vị trí 31, từ cặp base 75,902,302 đến cặp base 75,941,203.

## Cấu trúc
Protein được mã hóa bởi gen ACADM có kích thước 50,8 kDa và gồm 454 amino acid.

## Chức năng
Enzyme LCAD xúc tác phần lớn quá trình oxy hóa beta axit béo bằng cách hình thành liên kết đôi trans-C2-C3 trong axit béo. MCAD hoạt động trên các axit béo mạch dài, điển hình là giữa C4 và C12-acylCoA. Quá trình oxy hóa axit béo đã được chứng minh là có thể dự trữ glucose trong điều kiện cơ thể không có thức ăn, và cũng cần thiết cho quá trình chuyển hóa amino acid, rất cần thiết cho việc duy trì sản xuất glucose đầy đủ.

## Ý nghĩa y khoa
Thiếu hụt acyl-Coenzyme A dehydrogenase có thể do đột biến gen ACADM gây ra. Hơn 30 đột biến gen ACADM gây ra bệnh đã được xác định. Nhiều đột biến này thay đổi amino acid thành phần trong enzyme ACADM. Sự thay thế amino acid phổ biến nhất thay thế lysine bằng axit glutamic ở vị trí 329 trong chuỗi amino acid của enzyme (cũng được viết là Lys329Glu hoặc K329E). Đột biến này và các thay thế amino acid khác làm thay đổi cấu trúc của enzym, làm giảm hoặc mất hoạt tính của enzyme. Các đột biến khác làm mất hoặc lặp một phần gen ACADM, dẫn đến một enzyme không ổn định và không thể hoạt động.
Với sự thiếu hụt của enzyme ACADM có chức năng, các axit béo chuỗi trung bình không thể bị phân giải và xử lý. Kết quả là, những chất béo này không chuyển thành năng lượng, có thể dẫn đến các triệu chứng đặc trưng của chứng rối loạn này, chẳng hạn như thiếu năng lượng (hôn mê) và đường huyết thấp. Mức độ của các axit béo chuỗi trung bình hoặc các axit béo mới phân hủy một phần có thể tích tụ trong các mô và có thể làm tổn thương gan và não, gây ra các biến chứng nghiêm trọng hơn.